# 1999 CV3
1999 CV3 är en asteroid i huvudbältet som upptäcktes den 10 februari 1999 av LINEAR i Socorro County, New Mexico.
Asteroiden har en diameter på ungefär 4 kilometer och den tillhör asteroidgruppen Apollo.